# Нахманзон, Давид Моисеевич
Давид Моисеевич Нахманзон ( 4 (16) марта 1899, Мануйловка, Новомосковский уезд, Российская империя — 2 ноября 1983, Нью-Йорк, США) — американский и немецкий биохимик, известный своими трудами по роли ацетилхолина в синаптической передаче.

## Биография
Родился 4 марта (по старому стилю) 1899 года в селе Мануйловка Новомосковского уезда, которое позже вошло в состав Екатеринослава (ныне — Днепр), в семье екатеринославского мещанина Мовши (Моисея) Нафтoльевича Нахманзона и Ривки-Голды Давидовны Нахманзон (урождённой Клинковштейн, в эмиграции Регина Нахманзон). Отец родился в Рогачёве, а мать в Люблине. Дядя Леи Рабин — жены премьер-министра Израиля Ицхака Рабина. Семья эмигрировала в Берлин когда он и его сестра Гутильда (Гута, Густа) были детьми. В 1918 году начал изучать гуманитарные науки в Берлинском университете, но в 1920 году перевёлся на медицинский факультет, который окончил в 1924 году. В 1926 году поступил на работу в лабораторию Отто Мейергофа в Институте биологии кайзера Вильгельма. В 1933 году в связи с приходом к власти нацистов, переехал в Париж и устроился на работу в Парижский университет, где он работал с 1933 по 1939 год. В 1939 году получил приглашение в Йельский университет и переехал в США; с 1942 года — в Колумбийском университете (с 1955 года — профессор в отделении биохимии и заведующий лабораторией). В 1967 году был избран почётным профессором биохимии Колумбийского университета.
Скончался 2 ноября 1983 году в Еврейском доме для престарелых в Манхэттене.

## Научные работы
Основные научные работы посвящены изучению белков и ферментов клеточных мембран и их роли в образовании биоэлектрической энергии.
- Исследовал механизм передачи нервного импульса с нерва на мышцу и роль ацетилхолина в этом процессе. В 1940 году впервые экспериментально доказал электрогенное действие ацетилхолина. Позже предложил механизм участия ацетилхолина в потенциале действия (1959).

## Членство в обществах
- Член Американской академии искусств и наук.
- Член Германской академии естествоиспытателей «Леопольдина».
- Член Национальной АН США.

## Награды и премии
- 1952 — Золотая медаль имени Луи Пастера.
- 1953 — Медаль имени К. Нейберга.